# Okres Mońki
Okres Mońki (polsky Powiat moniecki) je okres v polském Podleském vojvodství. Rozlohu má 1385,93 km² a v roce 2019 zde žilo 40 412 obyvatel. Sídlem správy okresu je město Mońki.

## Gminy
Městsko-vesnická:
- Goniądz
- Knyszyn
- Mońki

Vesnické:
- Jasionówka
- Jaświły
- Krypno
- Trzcianne

## Města
- Goniądz
- Knyszyn
- Mońki